# To the Metal!
To the Metal! — десятий студійний альбом німецького павер-метал гурту Gamma Ray. Випущений 29 січня 2010 року.
Gamma Ray влаштували турне в підтримку To The Metal разом з Freedom Call та Secret Sphere.
Альбом був записаний восени 2009 року на студії Кая Хансена в Гамбурзі.
Гурт записав 12 пісень. Десять з них з'явилися в звичайному виданні альбому, в той час як решта — лише в бонусних виданнях.

## Список композицій
1. Empathy (Хансен)
2. All You Need to Know (Хансен)
3. Time To Live (Ріхтер)
4. To The Metal (Хансен)
5. Rise (Ціммерман)
6. Mother Angel (Хансен)
7. Shine Forever (Шлехтер)
8. Deadlands (Хансен)
9. Chasing Shadows (Ріхтер)
10. No Need To Cry (Шлехтер)

Бонусні композиції
1. One Life (Хансен)
2. Wannabes (Ціммерман)
3. To the Metal (демо-версія)

## Виконавці
- Кай Хансен — вокал, гітара;
- Хеньо Ріхтер — гітара, клавішні;
- Дірк Шлехтер — бас, вокал у «No Need to Cry»;
- Дан Ціммерман — ударні.

### Запрошені музиканти
- Міхаель Кіске — вокал у пісні «All You Need to Know»

## Позиції в чартах
| Чарт (2010)                 | Постачальник       | Позиція | Сертифікація | Продажі/ поставки |
| --------------------------- | ------------------ | ------- | ------------ | ----------------- |
| Німецький альбомний чарт    | IFPI/Media Control | 24      | -            | -                 |
| Грецький альбомний чарт     |                    | 2       | -            | -                 |
| Фінський альбомний чарт     |                    | 31      | -            | -                 |
| Шведський альбомний чарт    |                    | 25      | -            | -                 |
| Швейцарський альбомний чарт |                    | 55      | -            | -                 |
| Бельгійський альбомний чарт |                    | 94      | -            | -                 |
| Французький альбомний чарт  |                    | 96      | -            | -                 |

## Критика
Відгуки критиків на цей альбом, в основному, позитивні, причому деякі з них хвалять мелодійність і барабанні партії, зокрема.
. Інші хвалили гурт за послідовність і за те, що він залишається «одним з найбільш непомічених героїв важкого металу».